# Wet dualisering gemeentebestuur
De Wet dualisering gemeentebestuur is een Nederlandse wet, de wet is ingevoerd op 7 maart 2002. Sinds de invoering van de wet zijn de rollen, taken en posities van de raad en het college gescheiden en beschikken beide organen over een eigen ambtelijke organisatie ter ondersteuning. De wet is voorbereid door de Staatscommissie Elzinga onder leiding van Douwe Jan Elzinga, dezelfde commissie bereidde de Wet dualisering provinciebestuur voor, die een jaar later werd ingevoerd. Doel van beide wetten was het dualisme op lokaal bestuursniveau te verhogen.

## Bestuur en controle scheiden
Sinds de invoering van de Wet dualisering gemeentebestuur maken wethouders geen deel meer uit van de gemeenteraad. De positie van de gemeenteraad is sindsdien vergelijkbaar met die van de Tweede Kamer (het parlement) op landelijk niveau en het college van B&W is vergelijkbaar met het kabinet. De gemeenteraden worden bijgestaan door een griffier, ook deze functie is ingevoerd met de Wet dualisering gemeentebestuur. De griffier is de eerste adviseur van de raad en ondersteunt de raad met de op de griffie werkzame ambtenaren, hoe groter de gemeente, hoe groter de griffie. De burgemeester is, net als voor de invoering van de wet, de voorzitter van de gemeenteraad.  
Met de Wet dualisering gemeentebestuur wilde de overheid de gemeenteraad en het college van B&W ontvlechten. Voor 2002 kon de gemeenteraad gezien worden als het algemeen bestuur van de gemeente, het college van burgemeester en wethouders kwam het meest overeen met een dagelijks bestuur dat namens de gemeenteraad de gemeente bestuurde. Sinds de invoering van de Wet dualisering gemeentebestuur heeft de gemeenteraad vooral kaderstellende en controlerende taken, het college van B&W heeft bestuurlijke en uitvoerende taken. Binnen de door de gemeenteraad gestelde kaders bestuurt het college van B&W de gemeente, de gemeenteraad controleert de wijze waarop het college zijn taken uitvoert. Vooral die controlerende taak moet de positie van de raad versterken. 
Met de Wet dualisering gemeentebestuur is het aantal politici dat op gemeentelijk niveau actief is (gemeenteraadsleden en wethouders) vergroot, de wethouders zijn immers uit de raad verdwenen maar het aantal raadsleden is gelijk gebleven. Dit was een onbedoeld neveneffect van de Wet dualisering gemeentebestuur. Door het kabinet-Balkenende III is een wetsvoorstel ingediend om de Gemeente- en Provinciewet te wijzigen en het aantal politici op gemeentelijk niveau weer terug te brengen op het oude peil. Het kabinet-Balkenende IV heeft dit wetsvoorstel echter weer ingetrokken.

### Belangrijkste activiteiten  uit de Wet dualisering gemeentebestuur
- Ontvlechting raadslidmaatschap-wethouderschap

Wethouders mogen niet langer tegelijkertijd raadslid zijn. 
- Wettelijke verankering van het recht van initiatief en van het recht van amendement en invoering van het recht op ambtelijke bijstand en het onderzoeksrecht

Voor de invoering van de wet had de gemeenteraad al een controlerende functie, maar die functie is sinds de Wet dualisering gemeentebestuur     versterkt. Het informeel bestaande recht van initiatief en recht van amendement zijn in de wet verankerd, elk raadslid heeft deze rechten. Nieuw sinds 2002 is het recht op ambtelijke bijstand van elk raadslid, de raad kan zich laten bijstaan door een eigen raadsgriffier. Ook nieuw sinds 2002 is het recht van onderzoek van de raad in de vorm van een raadsenquête. 
- Invoering rekenkamer voor alle gemeenten

De controlerende functie van de raad werd verder versterkt met de invoering van een gemeentelijke rekenkamer in alle gemeenten. Net als de Algemene Rekenkamer mag de lokale rekenkamer alle gemeentelijke documenten opvragen en onderzoeken. 
- Bestuursbevoegdheden bij het college

De gemeenteraad kreeg met de Wet dualisering gemeentebestuur kaderstellende en controlerende taken. De in de Gemeentewet opgenomen bestuursbevoegdheden werden bij het college van B&W geconcentreerd.

### Financiën

#### Kosten
Gemeenten hebben voor de invoering van het dualisme eenmalig extra kosten gemaakt voor:
- het inrichten van de griffie;
- de herinrichting van de raadszaal;
- het onderzoeksbudget van de gemeenteraad (recht van onderzoek);
- de representatie, de communicatie en het opleidingsbudget van de raad;
- de ontvlechting van de raad en het college;
- het instellen van de rekenkamercommissie.

#### Middelen
De minister van Binnenlandse Zaken, Klaas de Vries, heeft bij de behandeling van de wet aangegeven dat de reële middelen die nodig waren voor het uitvoeren van de wet door het Rijk aan de gemeenten vergoed zouden worden. De Vereniging van Nederlandse Gemeenten heeft in 2002 geconstateerd dat de werkelijke kosten van ruim 60 miljoen euro (berekening in opdracht van het ministerie) echter niet volledig door het Rijk zijn vergoed.